# 2010년 10월
| 2010년: 1월 · 2월 · 3월 · 4월 · 5월 · 6월 · 7월 · 8월 · 9월 · 10월 · 11월 · 12월 |

| <          | 2010년 10월 | 2010년 10월 | 2010년 10월 | 2010년 10월 | 2010년 10월 | >          |
| 일         | 월          | 화          | 수          | 목          | 금          | 토         |
|            |             |             |             |             | 1 8.24 갑신 | 2 25 을유  |
| 3 26 병술  | 4 27 정해   | 5 28 무자   | 6 29 기축   | 7 30 경인   | 8 9.1 신묘  | 9 2 임진   |
| 10 3 계사  | 11 4 갑오   | 12 5 을미   | 13 6 병신   | 14 7 정유   | 15 8 무술   | 16 9 기해  |
| 17 10 경자 | 18 11 신축  | 19 12 임인  | 20 13 계묘  | 21 14 갑진  | 22 15 을사  | 23 16 병오 |
| 24 17 정미 | 25 18 무신  | 26 19 기유  | 27 20 경술  | 28 21 신해  | 29 22 임자  | 30 23 계축 |
| 31 24 갑인 |             |             |             |             |             |            |

| - 10월 8일 - 최윤희 - 10월 10일 - 황장엽 - 10월 14일 - 망델브로 - 10월 18일 - 최선정 - 10월 23일 - 데이비드 톰프슨 편집하기 |

## 2010년10월 31일
- 터키의 이스탄불에서 자살 폭탄 테러가 발생하여 최소 22명의 사상자가 발생했다.
- 이라크 수도 바그다드에 위치한 한 가톨릭 성당에서 인질극이 발생, 50여명 사망.

## 2010년10월 28일
- KTX 경부고속철 제 2구간(대구~부산)이 완공되면서 서울에서 부산까지 2시간 40분 걸리던 것을 2시간 18분으로 단축시켰다.
- 연산속도가 가장 빠른 슈퍼컴퓨터인 톈허-1A가 중국에서 발표되었다.

## 2010년10월 25일
- 인도네시아 수마트라섬 인근의 믄타와이 제도 근해에서 릭터 규모 7.5의 지진이 발생하여 300명 이상이 사망하고, 수백 명이 실종되었다.

## 2010년10월 23일
- 바베이도스의 총리 데이비드 톰프슨이 임기 중 사망하고, 프룬델 스튜어트가 총리직을 승계하였다.

## 2010년10월 21일
- 미얀마 연방이 정식 국호를 미얀마연방공화국으로 개정하였으며, 국기도 변경하였다.

## 2010년10월 17일
- 교황 베네딕토 16세가 메리 맥킬럽을 포함한 여섯 명을 성인으로 시성하였다.

## 2010년10월 13일
- 칠레의 산호세 광산 갱도 붕괴로 지하에 고립되었던 33명의 광부들을 구조하는 작업이 시작되었다.

## 2010년10월 10일
- 조선민주주의인민공화국 조선로동당 출신 황장엽이 자택에서 사망하였다.

## 2010년10월 8일
- 2010년 노벨 평화상 수상자로 중화인민공화국의 반체제 운동가 류샤오보가 선정되었다.

## 2010년10월 7일
- 행복전도사로 알려진 대한민국의 작가, 최윤희가 자살했다.

## 2010년10월 5일
- 러시아 출신의 안드레 게임과 콘스탄틴 노보셀로프가 2010년 노벨 물리학상 수상자로 선정되었다.

## 2010년10월 4일
- 영국의 로버트 에드워즈가 2010년 노벨 생리학·의학상 수상자로 선정되었다.

## 2010년10월 2일
- 미국의 버락 오바마 대통령이 1960년대 과테말라에서 수감된 죄수들과 환자들을 상대로 의도적으로 매독균을 감염시켜 생체 실험을 한 사실을 사과하였다.

## 2010년10월 1일
- 대한민국의 국무총리로 김황식 전 감사원장이 공식 취임하였다.
- 에콰도르의 라파엘 코레아 대통령이 복지 혜택 삭감에 격분한 에콰도르 경찰의 폭동으로 병원에 억류되었다가 구출되었다.
- 대한민국 부산광역시 해운대에서 오피스텔 화재가 발생하였다.